# Novosadská brána (Petrovaradín)
Novosadská brána (srbsky Novosadska kapija) je bývalá brána, která se nacházela na západním okraji Petrovaradína, místní části Nového Sadu, metropole Autonomní oblasti Vojvodina v Srbsku. Jednalo se o hlavní bránu do opevněného podhradí Petrovaradínské pevnosti.
Brána stála v prostoru dnešního východního konce Varadínského mostu. Byla součástí opevnění původních kasáren a města Petrovaradína. Obdobně jako druhá brána (bělehradská) ji tvořila řada průchodů s nápadnými historizujícími oblouky a dekorativními prvky a bosážemi. Postavena byla v polovině 18. století.
Neoklasicistní brána byla stržena ve 20. letech 20. století v souvislosti s výstavbou nového mostu Kraljeviće Tomislava přes Dunaj. Na jejím místě se nyní nachází rozsáhlá křižovatka, která tvoří východní okraj Varadínského mostu. Paralelně s ní bylo zbouráno i původní předmostí z druhé strany Dunaje.